# Anisognathus melanogenys
Anisognathus melanogenys е вид птица от семейство Тангарови (Thraupidae).

## Разпространение
Видът е разпространен в Колумбия.